# Grand Prix Syedra Ancient City 2024
De Turkse wielerwedstrijd Grand Prix Syedra Ancient City kende op 2 maart 2024 zijn tweede editie. De wedstrijd startte in Alanya en finishte 112 kilometer verderop nabij de ruïnes van Syedra. De Chinees Xianjing Lyu won deze wedstrijd, zijn ploeggenoot Julien Trarieux kwam op de tweede plaats. De Spanjaard Benjamín Prades maakte het podium volledig. Geen Belgische en Nederlandse renners verschenen aan de start. De wedstrijd was onderdeel van de UCI Europe Tour.

## Uitslag
| Plaats  | Naam               | Ploeg                                        | tijd     |
| ------- | ------------------ | -------------------------------------------- | -------- |
| Winnaar | Xianjing Lyu       | China Glory-Mentech Continental Cycling Team | 2u51'23" |
| 2       | Julien Trarieux    | China Glory-Mentech Continental Cycling Team | z.t.     |
| 3       | Benjamín Prades    | VC Fukuoka                                   | + 8"     |
| 4       | Ruslan Alijev      | Almaty Astana Motors                         | + 9"     |
| 5       | Maximilian Stedman | Beykoz Belediyesi Spor Türkiye               | z.t.     |
| 6       | Petros Mengs       | Beykoz Belediyesi Spor Türkiye               | + 17"    |
| 7       | Burak Abay         | Sakarya BB Pro Team                          | + 23"    |
| 8       | Nikita Tsvetkov    | Tashkent City Professional Cycling Team      | + 35"    |
| 9       | Lucas De Rossi     | China Glory-Mentech Continental Cycling Team | + 39"    |
| 10      | Musa Mikajiladze   | Sakarya BB Pro Team                          | + 43"    |

2023 · 
2024 · 
2025